# لوشاب قلندرآباد
لوشاب قلندرآباد ، روستایی از توابع بخش قلندرآباد شهرستان فریمان در استان خراسان رضوی ایران است.

## جمعیت
این روستا در دهستان قلندرآباد قرار دارد و براساس سرشماری مرکز آمار ایران در سال ۱۳۸۵، جمعیت آن ۱۰۲ نفر (۲۶خانوار) بوده‌است.